# إديث هيرمانسن
إديث هيرمانسن (بالدنماركية: Edith Hermansen)‏ هي ممثلة دنماركية، ولدت في 11 ديسمبر 1907 في الدنمارك في مملكة الدنمارك، وتوفي بنفس المكان في 9 فبراير 1988.

## وصلات خارجية
- إديث هيرمانسن على موقع IMDb (الإنجليزية)
- إديث هيرمانسن على موقع قاعدة بيانات الأفلام السويدية (السويدية)
- إديث هيرمانسن على موقع قاعدة بيانات الفيلم (الإنجليزية)
- إديث هيرمانسن على موقع كينوبويسك (الروسية)